# KRTAP10-12
KRTAP10-12 (англ. Keratin associated protein 10-12) – білок, який кодується однойменним геном, розташованим у людей на довгому плечі 21-ї хромосоми. Довжина поліпептидного ланцюга білка становить 245 амінокислот, а молекулярна маса — 25 107.
| 10         |  | 20         |  | 30         |  | 40         |  | 50         |
| ---------- |  | ---------- |  | ---------- |  | ---------- |  | ---------- |
| MSVCSSDLSY |  | GSRVCLPGSC |  | DSCSDSWQVD |  | DCPESCCEPP |  | CCAPAPCLSL |
| VCTPVSRVSS |  | PCCRVTCEPS |  | PCQSGCTSSC |  | TPSCCQQSSC |  | QPACCTSSPC |
| QQACCVPVCC |  | KTVCCKPVCC |  | MPVCCGPSSS |  | CCQQSSCQPA |  | CCISSPCQQS |
| CCVPVCCKPI |  | CCVPVCSGAS |  | SLCCQQSSCQ |  | PACCTTSCCR |  | PSSSVSLLCR |
| PVCRPARRVP |  | VPSCCVPTSS |  | CQPSCGRLAS |  | CGSLLCRPTC |  | SRLAC      |

A: Аланін

C: Цистеїн

D: Аспарагінова кислота

E: Глутамінова кислота

G: Гліцин

I: Ізолейцин

K: Лізин

L: Лейцин

M: Метіонін

P: Пролін

Q: Глутамін

R: Аргінін

S: Серин

T: Треонін

V: Валін

W: Триптофан